# هجوم (فیلم ۲۰۲۰)
هجوم (به انگلیسی: Invasion) یک فیلم علمی تخیلی به کارگردانی فئودور بوندارچوک محصول سال ۲۰۲۰ کشور روسیه است. این فیلم اول ژانویهٔ ۲۰۲۰ در روسیه انتشار یافت و دنبالهٔ جاذبه (فیلم ۲۰۱۷) است.

## خلاصه داستان
این حادثه سه سال پس از رویدادهای جاذبه (فیلم ۲۰۱۷) اتفاق می‌افتد. جولیا (با بازی ایرینا استارشنباوم) که با کمک فناوری‌های فرازمینی از مرگ نجات یافته اکنون از توانایی‌های غیر معمول برخوردار است. این دختر موضوع تحقیقات آزمایشگاه‌های مخفی وزارت دفاع است. توانایی‌های جدید جولیا نه تنها توجه افراد زمینی را به خود جلب می‌کند بلکه آن‌ها به تهدیدی برای تمدن‌های فرازمینی تبدیل می‌شوند. به همین دلیل کره زمین تهدید به حمله می‌شود. هکان (Hekon) برگشته تا جولیا را نجات دهد، این بار با کمک سُل (Sol)...

## بازیگران
- ایرینا استارشنباوم در نقش جولیا
- رینال مخامتوف در نقش هکان
- الکساندر پتروف در نقش آرتیوم تاکاچیف
- یوری بوریسوف در نقش وانیا
- اولگ منشیکف در نقش سرهنگ والنتین لبدف
- سرگئی گارماش در نقش معاون نخست‌وزیر